# Пик (Јужна Каролина)
Пик (енгл. Peak) град је у америчкој савезној држави Јужна Каролина.

## Демографија
По попису из 2010. године број становника је 64, што је 3 (4,9%) становника више него 2000. године.
| Група             | 2000.      | 2010.      |
| Белци             | 42 (68,9%) | 45 (70,3%) |
| Афроамериканци    | 19 (31,1%) | 18 (28,1%) |
| Азијати           | 0 (0,0%)   | 0 (0,0%)   |
| Хиспаноамериканци | 1 (1,6%)   | 0 (0,0%)   |
| Укупно            | 61         | 64         |